# 桑塔
《桑塔》（又译作）是一款由WayForward Technologies開發、並由卡普空發行的平台動作遊戲，2002年於Game Boy Color平台發售。本作是桑塔系列的首部作品，也是WayForward公司的第一款原創遊戲，往後陸續推出《桑塔：里絲琦的逆襲》、《桑塔與海盜的詛咒》、《桑塔：半精靈英雄》、《桑塔與七賽蓮》
等續作。
玩家扮演一位與遊戲同名的半精靈女孩「桑塔」（Shantae），在一座名為Sepuin的大陸上展開冒險，並阻止邪惡女海盜「里絲琦·布茲」（Risky Boots）的征服計畫。桑塔把自己的長髮當作武器來擊退敵人，此外還能透過跳舞來變身為各種動物，施展特殊能力來突破眼前的謎題與阻礙。
本作在Game Boy Color平台的末期才發售，又比新掌機Game Boy Advance晚了一年，在銷售方面明顯受到影響。不過在發售後，遊戲仍獲得一些媒體與玩家的好評，甚至有評論者認為本作是Game Boy Color平台的最佳遊戲之一。

## 遊玩方式

圖中顯示主角桑塔正揮舞著頭髮來攻擊敵人

《桑塔》是一款平台動作遊戲，玩家要操作一位與遊戲同名的半精靈女孩「桑塔」，為了阻止邪惡女海盜「里絲琦·布茲」的計畫，她必須經過各種地形與關卡的挑戰，最終擊敗里絲琦。桑塔的武器是甩動長髮來攻擊，透過打怪來獲取寶石然後到商店進行消費，購買各種道具以強化自身戰力，諸如回復藥水、可中途脫離迷宮的糖果...等等。此外，舞蹈系統也是一項重要元素，每當施展特定的舞蹈動作，桑塔就會變身成各種動物，比方可以爬牆的猴子、可爬過絲網的蜘蛛、可在空中飛行的哈比等等。藉由這些動物的技能，突破地形限制並前往新的區域，或是摸索出場景中的隱藏物品。
如同類銀河戰士惡魔城，本作設計為非線性的地圖，在一定程度的自由度之下玩家可在不同區域進行探索。遊戲中有五個主要城鎮，還有各種特色鮮明的區域，諸如平原、森林、沙漠、地下洞穴...等等，不同區域的地形、怪物種類都不盡相同。在城鎮中可與NPC們進行互動，有機會觸發支線與主線任務；在城鎮之外，可以打怪賺錢、搜索隱藏物品，另外最重要的是找到迷宮。每座迷宮中可找到一位守護精靈並且學習新的舞蹈動作，用以變身為新的動物型態。
遊戲具備日夜循環的機制，每當進入夜晚之後，敵人會變得更加難纏，但也有機會收集到隱藏道具。遊戲中還設計了一些趣味小遊戲，諸如舞蹈挑戰、跑步競賽等等，挑戰成功可贏得更多寶石。

## 故事背景
某天，女海盜里絲琦率領著她的海盜團襲擊了小漁村Scuttle Town，同時偷走了Mimic製造的蒸汽機試作品。Mimic告訴主角桑塔，如果讓里絲琦找到四顆元素石，她就能強化蒸汽機並創造出無人能擋的可怕武器。為了小鎮與大地的和平，桑塔毅然展開冒險，目標是取回蒸汽機與元素石、阻止里絲琦的邪惡計畫。

## 世界觀與角色
遊戲舞台發生在一個虛構的Sequin大陸，此地充滿各種魔法元素，精靈與人類共存於此。過去曾有一群「守護精靈」保衛著這片土地，讓人們免於怪物與災難的危害，這段期間精靈與人類開始相戀並結合，誕生出了魔力弱化的「半精靈」。某天，精靈們突然神祕地消失無蹤，留下這些半精靈繼續擔起守護大地的責任。本作的主角「桑塔」正是這樣一位半精靈，被任命為小漁村Scuttle Town的守護精靈，居住在海岸旁的廢棄燈塔。
本作出現了不少有名有姓的角色，有些仍會在續作中登場。大部分角色的描述偏向於「有點天真無邪」與「有點孩子氣的是非觀念」。主角桑塔的外表類似於中東舞孃，一頭紫色長髮與紅色的舞孃服裝是其特色；里絲琦·布茲（Risky Boots）是本作的反派，身為女海盜並自封為「七海女王」，驅使著一群黑色生物作為海盜團；Mimic是一個長者，身分是「古物獵人」，對桑塔來說就像家長一樣；Bolo是一個擅長格鬥的青年，也是桑塔的戰鬥修行夥伴，不過有時思考太過死板、不擅隨機應變；Sky是一位戰鳥訓練師，也是桑塔的終生摯友，平時總是帶著一隻寵物鳥「扳手」（Wrench）。Rottytops是一個殭屍女孩，雖然經常對人惡作劇，但個性相當友善與活潑。

## 開發

### 開發歷程
《桑塔》的開發草案最早可追朔至1997年，在當年的官方網站上曾展示過一部同樣名為「桑塔」的新遊戲計畫，預定於PC或PlayStation平台推出。由展示圖片來看，該作是一款結合3D背景與2D人物的平台遊戲，主角桑塔的形象與現今版本差異不大。該版本的故事發生在充滿魔力的世界，古代曾被封印的邪惡精靈如今卻成功逃脫，並計畫將世界上的全部魔力消耗殆盡。桑塔被設定為一個生來就沒有魔力的精靈，為了拯救世界而踏上旅程。該原型版本已具備一定程度的雛形，但與現今版本仍有所差異，比如說原型版的舞蹈不是用來變身，而是施放雷擊、落石之類的法術招式；另外可以招喚動物協助戰鬥，而非由桑塔本人變身而成（特例是可變身為哈比）。雖然這份1997年的開發草案最後被放棄了，但仍為之後的《桑塔》奠定了不少的基礎。
Matt Bozon是WayForward公司的員工、桑塔系列的創始人、也是該系列的王牌製作人。桑塔的角色形象最初是由Matt的妻子Erin Bell偶然構想出來，之後這對夫妻一同討論並建構出一個世界觀的雛型。《桑塔》的人設、美術設定、遊戲機制等大部分內容均由Matt Bozon親自操刀，程式方面則交給同公司的資深程式員Jimmy Huey。《桑塔》最初計畫在超級任天堂或PC平台推出，不過在2000年《Xtreme Sports》開發結束之後，WayForward的創始人兼執行長Voldi Way拍板定案，將《桑塔》的開發平台轉移到Game Boy Color。《Xtreme Sports》的圖像引擎也被《桑塔》所沿用，憑藉著該引擎與先前的開發經驗，帶來了不少獨特的製作技巧，因而能在GBC平台上呈現出罕見的視覺特效，諸如視差滾動和透明效果。

### 發行
在開發進入尾聲之際，製作組卻面臨找不到發行商的窘境。首先，遊戲需要使用32MB的ROM卡匣來儲存資料，但這種規格的卡匣造價較為昂貴，對發行商而言是一筆不小的開銷；此外，桑塔本身是一款全新的IP，沒有任何名氣加成，主角又是一個偏向性感形象的女孩，在市場發展上充滿風險、前途不明。最後製作組終於找到卡普空幫忙發行，然而當遊戲開發完成之後卡普空沒有立即發行遊戲，而是選擇等待了8個月之後才推出，遊戲推出當下已經是Game Boy Advance掌機上市一年之後了。本作僅在北美地區發售，銷量十分慘淡，根據製作人的估算可能只賣出2萬到2萬5千份之間的數量，遊戲卡匣也沒有再次發行。
2013年6月，透過Virtual Console與任天堂eShop推出數位版遊戲，支援任天堂3DS平台。

## 評價
《桑塔》在發售後獲得不少媒體的正面評價。IGN給予本作9/10的評分，認為本作是一場「美妙的平台冒險」，角色與關卡設計都十分多元化，以GBC平台而言遊戲畫面與美術都相當出色。GameSpot給予本作7.7/10的評分，認為本作是一款容易上手的2D平台遊戲，兼顧傳統與新意，特別是流暢的人物動作、榨乾GBC效能的畫面都為作品提升了不少水準，可惜在音樂方面顯得較為單調薄弱。Nintendo Life給予9/10的評分，評論者形容本作像是一款「邪典電影」，喜愛復古風格的玩家可能會格外著迷，雖然遊戲畫面已過於陳舊，但仍達到GBC平台的極致。遊戲探索較為自由而缺乏明顯引導，但對於老派玩家反而是項優點，遊戲內容的豐富度足以彌補平台機能的限制。Game Informer僅給予本作3/10的評分，認為遊戲內容並不足以讓玩家繼續玩下去。
《桑塔》也獲得不少媒體提名，列入最佳Game Boy遊戲的名單之中。Game Informer於2011年將本作列為最佳Game Boy遊戲的第15名，並表示本作是一款被許多人忽視的優秀作品。Complex雜誌於2013年將本作列為最佳GBC遊戲的第7名，並稱其是一款「紮實的平台遊戲」。GamesRadar將本作列為最佳GB遊戲的第8名。法國網站Jeuxvideo.com於2018年將本作列為最佳GB/GBC遊戲的第9名，稱讚本作是一款具備高超美術設計的優秀動作平台遊戲。

## 外部連結
- 官方网站